# Joan Molas i Sabaté
Joan Molas i Sabaté (Tarragona, 1887 - 1970) va ser un artista i col·leccionista català.
Va néixer a Tarragona el 1887, fill de Joan Molas i Llaveria, un fuster encarregat del manteniment de la catedral, i de Maria Sabaté i Parellada. Es va formar a l'acadèmia de dibuix d'Hermenegild Vallvé, a l'Escola de la Llotja de Barcelona i a l'Acadèmia de Sant Carles de València, de la que l'any 1914 n'esdevingué professor. El 1908 aconseguí la titulació de mestre de primera ensenyança.
A Tarragona fou secretari de l’Escola de Magisteri, a més de sotssecretari (1914-1918) i secretari (1918-1921) de la Reial Societat Arqueològica Tarraconense, entitat de la qual fou soci de mèrit. Fou regidor de Cultura de l'Ajuntament de Tarragona durant la dècada dels anys vint i trenta, a més de professor de dibuix de l'Institut Martí Franquès, i cofundador del Sindicat d'Iniciativa i Turisme de Tarragona, del qual també fou secretari. Fou membre de la Reial Acadèmia de Belles Arts de Sant Jordi i membre corresponent de la de San Fernando. Rebé la distinció de la Comanda de l'Orde Civil d'Alfons X el Savi.
La seva gran afició al col·leccionisme històric el dugué a mostrar al públic les peces que anava recollint, adquirint o rebent d'amics i coneguts, primer al taller de fusteria del seu pare del pla de la Seu i en els anys cinquanta a les voltes del Pallol. D'aquesta gran col·lecció d’objectes de tota mena (talles de maradedéus, mobles, ceràmica, objectes de la guerra del Francès i monedes) destacava una pileta trilingüe d'origen hebraic del segle V dC que actualment es conserva al Museu Sefardita de Toledo i un important monetari. Una part d'aquesta col·lecció va ser cedida a la ciutat de Tarragona i es custodia a la Casa Castellarnau.
La ciutat de Tarragona li va dedicar un carrer.